# بنغاس جمبال
بنغاس جمبال (الاسم العلمي:Pangasius djambal ) هو نوع من الأسماك يتبع جنس البنغاس من فصيلة سلور القرش.